# Фархади, Раим Хакимович
Фархади Раим Хакимович (узб. Raim Hakim o'g'li Farhodiy; 16 мая 1942, Самарканд, Узбекская ССР, СССР — 4 апреля 2024, Ташкент, Узбекистан) — советский и узбекский поэт, писатель, драматург, журналист, переводчик и художник. Член творческого объединения Академии художеств Узбекистана, главный редактор экологического журнала «Булокча» (рус. Родничок) и детской студии искусства и творчества. Заслуженный работник культуры Республики Узбекистан, кавалер Ордена «Дустлик», лауреат премии фонда доктора Иосифа Шаинского «Community Treasure Award.» (рус. Достояние Общины). Автор более 50 книг. Его произведения включены в учебные программы школ и высших учебных заведений Узбекистана.

## Биография
Раим Фархади родился 16 мая 1942 года в Самарканде, в исторической части города Багишамал, где много садов и возвышенностей. Его родителями были учёные-медики. В одном из своих очерков Фархади пишет о детстве: «У нашего дома была глиняная крыша, и весной на ней буйно поднимались травы, цвели красные маки и колокольчики. Отсюда хорошо виднелись сверкающие бирюзой самаркандские памятники Регистан, Биби-Ханым, Гур-Эмир и другие. Казалось, движется вдали чудесный караван… Первые стихи я стал сочинять ещё до школы, до азбуки, просто складывал слова».
Окончил Самаркандский медицинский институт. Некоторое время работал врачом в одной из больниц Самарканда. В те годы начал больше увлекаться поэзией и писать стихи. В 1964 году закончил первую небольшую книжку под названием «Утренняя песнь». Затем были изданы книги «Муравьиное метро», «Фантазёр», «Сады ветров», «Фрески Афрасиаба» и другие. Стихотворения начали печатать в различных газетах и журналах. Уже в те годы его произведения обрели большую популярность и переводились на разные языки мира. В 1973 году окончил высшие литературные курсы в Москве. Позднее, вернувшись на родину, работал заведующим отделом поэзии в журнале «Звезда Востока» и заместителем главного редактора издательства литературы и искусства имени Гафура Гуляма. В 2021 году стал главным редактором литературного веб-альманаха «Слово» при Союзе писателей Узбекистана.
Был женат. Имел двух дочерей и внуков.

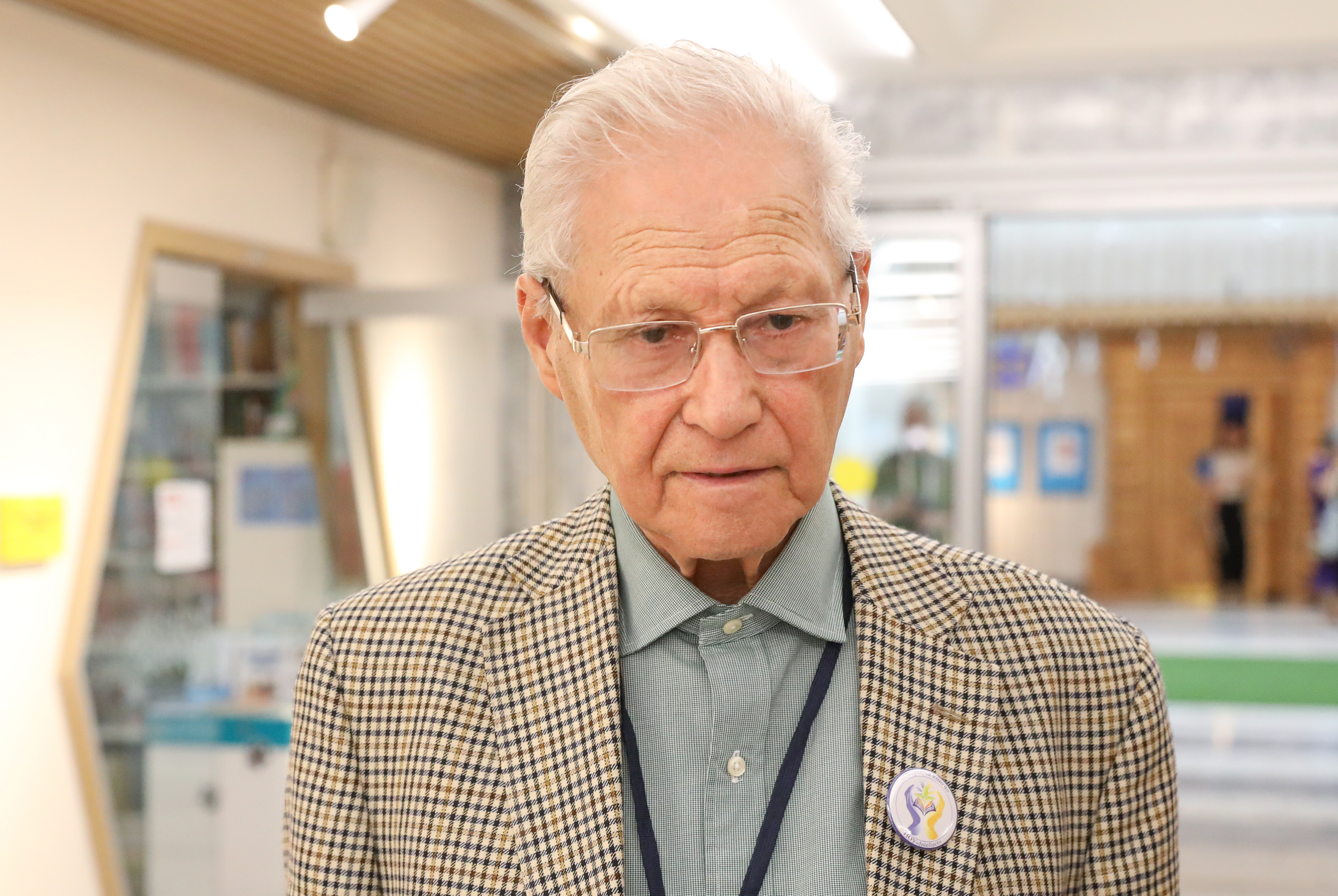
Раим Фархади в Российской государственной детской библиотеке

Скончался 4 апреля 2024 года в Ташкенте в возрасте 81 года.